# Mellicta cincta
Mellicta cincta är en fjärilsart som beskrevs av Blachier 1914. Mellicta cincta ingår i släktet Mellicta och familjen praktfjärilar. Inga underarter finns listade i Catalogue of Life.